# Sean Dillon
Seán Dillon (Dublín, Irlanda, 30 de julio de 1983), futbolista irlandés. Juega de defensa y su actual equipo es el Dundee United de la Premier League de Escocia. 

## Selección nacional
Ha sido internacional con la Selección de fútbol de Irlanda Sub-21.

### Participaciones en Copas del Mundo
| Mundial                               | Sede                   | Resultado   |
| ------------------------------------- | ---------------------- | ----------- |
| Copa Mundial de Fútbol Sub-20 de 2003 | Emiratos Árabes Unidos | 8° de final |

## Clubes
| Club          | País    | Año       |
| ------------- | ------- | --------- |
| Longford Town | Irlanda | 2002-2005 |
| Shelbourne FC | Irlanda | 2006      |
| Dundee United | Escocia | 2007-     |

## Palmarés

### Campeonatos nacionales
| Título                   | Club          | País    | Año  |
| ------------------------ | ------------- | ------- | ---- |
| Copa de Irlanda          | Longford Town | Irlanda | 2003 |
| Copa de Irlanda          | Longford Town | Irlanda | 2004 |
| Liga irlandesa de fútbol | Shelbourne FC | Irlanda | 2006 |
| Copa de Escocia          | Dundee United | Escocia | 2010 |